# Göteborgs industrihistoriska museum

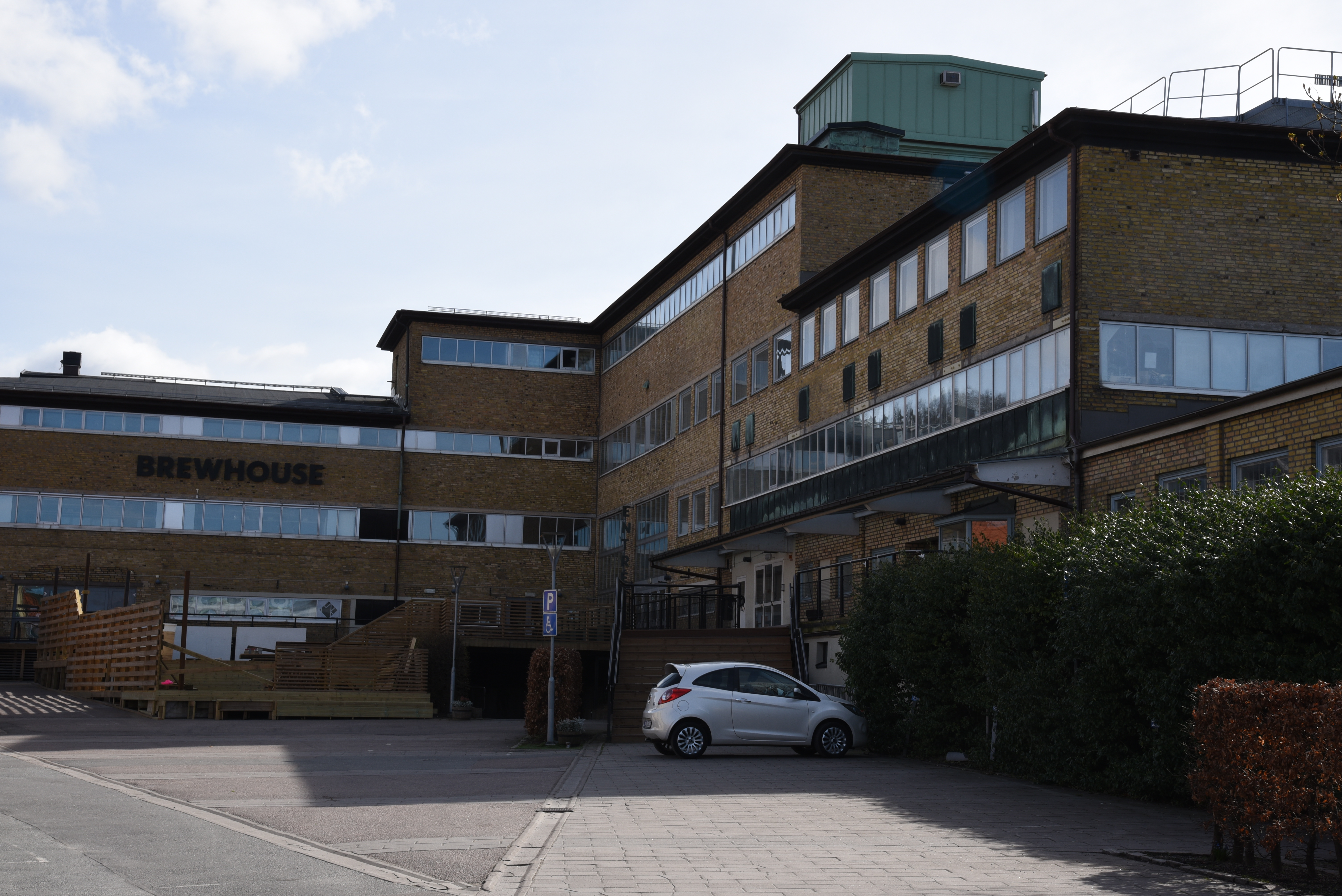
Apotekarnes vattenfabrik, i vilken Göteborgs industrihistoriska museum inrymdes 1982–1993, vid Åvägen 24.

Göteborgs industrimuseum var ett kommunalt tekniskt museum i Göteborg.
Göteborgs industrimuseum hade sina med rötter i det 1862 grundade Göteborgs museum. Vid Jubileumsutställningen i Göteborg 1923 visades industrihistoriskt material, och 1957 öppnades permanent en industrihistorisk utställning i en nu riven byggnad från Jubileumsutställningen 1923 vid Göteborgs Konsthall, "Gamla skulpturhallen", parallellt med Stenhammarsgatan. År 1961 invigdes denna officiellt som Göteborgs industrihistoriska museum. År 1982 flyttade museet in i den 1936 uppförda tidigare Apotekarnes vattenfabrik vid Åvägen på Gårda.
År 1993 slogs museet samman med andra kommunalägda arkeologiska, historiska, skolhistoriska och teaterhistoriska samlingar till Göteborgs stadsmuseum med lokaler i Ostindiska huset, men merparten av samlingarna magasinerades på Polstjärnegatan på Lindholmen. Göteborgs etnografiska museum flyttade därefter in i industrimuseets tidigare lokaler i Gårda.